# De weg naar Talpa
De weg naar Talpa was een eenmalig televisieprogramma op Talpa gepresenteerd door Linda de Mol, Beau van Erven Dorens en Jack Spijkerman.
Dit televisieprogramma was het openingsprogramma van de zender, er wordt onder andere vertoond wat de mensen van Talpa konden gaan verwachten, Talpa voordat het op televisie kwam en Jack Spijkerman die op zoek ging naar cabaretiers die mee wilden naar de nieuwe zender.